# Foton Tunland
 (novembre 2023).
Le Foton Tunland est un pick-up compact économique fabriqué par le constructeur chinois Foton Motor et vendu en Chine depuis novembre 2011 ainsi que dans l'Asie du Sud-Est, l'Océanie, l'Amérique du Sud, le Moyen-Orient et certains pays d'Afrique.

## Caractéristiques techniques
Pour aider à fabriquer le Tunland, des accords d'association ont été signés entre Foton et des marques occidentales. Le Tunland est donc notamment équipé de moteurs diesel Cummins, d'une transmission Getrag, d'une boîte de transfert Borg Warner et des essieux et différentiels Dana Corporation dans sa version 4x4 (la version 2 roues motrices a une transmission Tangshan à 5 vitesses). L'électronique et l'ABS sont d'origine Bosch.
|                  |
| Foton Tunland E3 |

|                  |
| Foton Tunland E5 |

|                  |
| Foton Tunland E5 |

|                      |
| Foton Tunland FT-500 |

|                    |
| Foton Terracota ST |

## Restylage de 2018
Le restylage des Tunland E5 et Tunland E7 a été présenté pour la première fois en Chine au Salon de l'automobile de Pékin 2018. Les dimensions de la carrosserie sont de 5 310 × 1 880 × 1 860 mm et 5 603 × 1 880 × 1 860 mm, avec des empattements de 3 105 mm et 3 398 mm, respectivement. Il est disponible en simple ou double cabine,.

## Tunland Shengtu 5 et Shengtu 7 (2019)
Les Tunland Shengtu 5 et Shengtu 7 sont des variantes mises à jour du Tunland qui ont été lancées en décembre 2019 aux côtés du Tunland Yutu. Les variantes Shengtu 5 et Shengtu 7 sont disponibles avec un moteur turbo diesel de 2,0 litres et ont une puissance maximale de 163 (120 kW) et 390 N·m couplée à une transmission manuelle à 6 vitesses.

## Tunland/Mars 7 et 9 (2023)

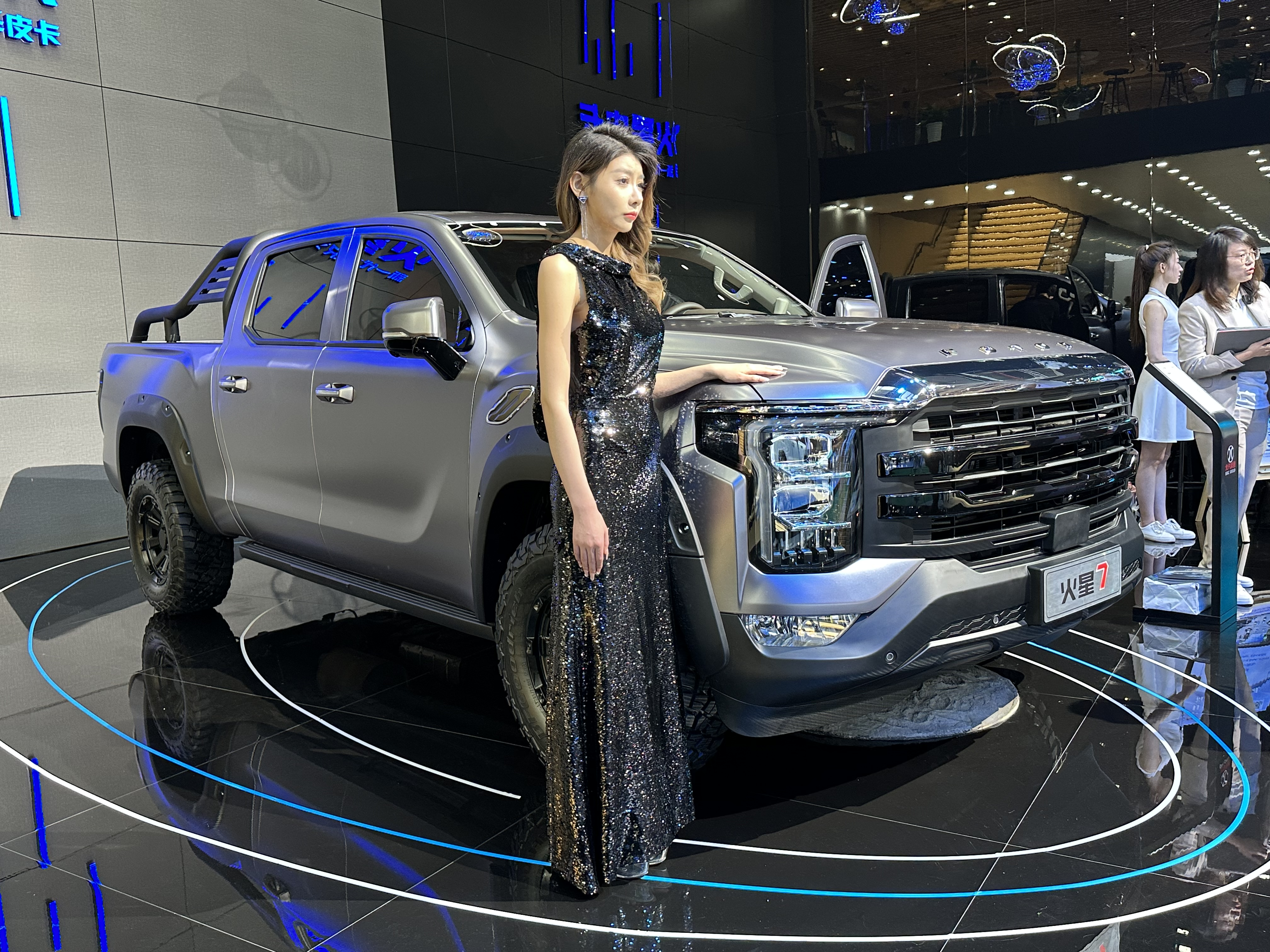
Foton Mars 7 au salon Auto Shanghai 2023

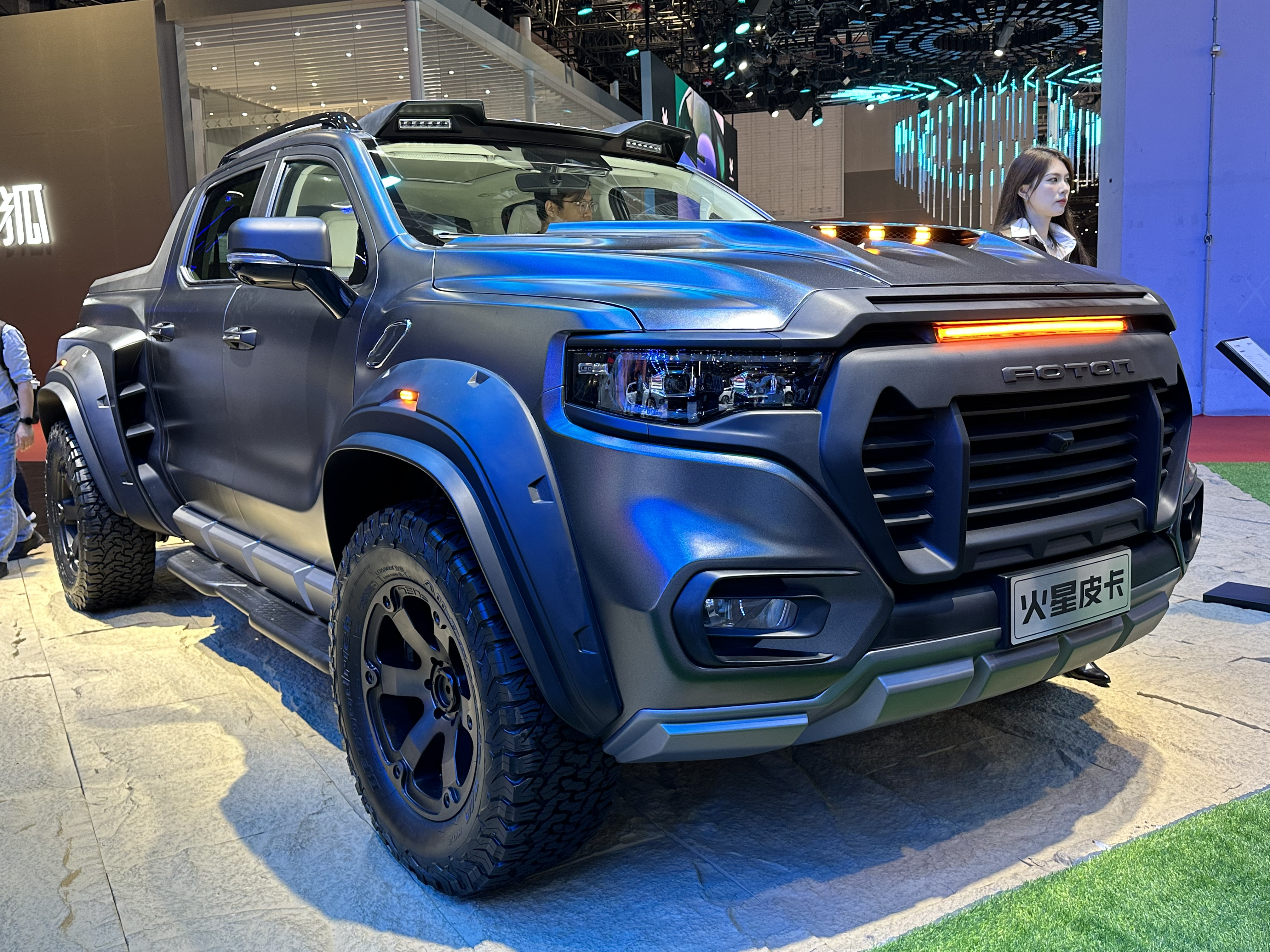
Foton Mars 9

Le pick-up de grande capacité Foton vendu sous les noms de Mars 7 et Mars 9 en Chine est aussi vendu sous les noms de Tunland 7 et Tunland 9 sur les autres marchés.
Le Mars 7 a une longueur de 5 797 mm, une largeur de 2 090 mm et un empattement de 3 505 mm, tandis que le Mars 9 a une longueur de 5 617 mm, une largeur de 2 000 mm et un empattement de 3 355 mm. Le groupe motopropulseur de la série Mars est un moteur turbodiesel de 2,5 litres développant 450 Nm de couple. Un système d’hybridation légère de 381 ch en option avec un alterno-démarreur de 48 V et une transmission automatique ZF à 8 rapports est également disponible, ainsi qu'un groupe motopropulseur PHEV.
Certains observateurs remarquent sa ressemblance avec les pick-ups américains Chevrolet Silverado ou Ford F-Series.

## Sources et références
1. ↑  (en) gd-admin, « TUNLAND », sur foton-global.com (consulté le 25 novembre 2023).
2. ↑  « Overview Tunland - Foton Passenger and Light Commercial Vehicles » [archive du 21 décembre 2014] (consulté le 21 décembre 2014).
3. ↑  « 售8.88-12.88万 新款拓陆者E5正式上市 » (consulté le 13 septembre 2023).
4. ↑  « 售10.28-19.88万元 福田拓陆者E7上市市 » (consulté le 13 septembre 2023).
5. ↑  « 售9.38-14.58万 福田多款皮卡正式上市 ».
6. ↑  (en-US) « "Chinese Ford And RAM". Huge Foton Mars 7 And Mars 9 Shown Live - Gadget Tendency », 14 avril 2023 (consulté le 25 mai 2023).